# Țigănești (Teleorman)
Pour les articles homonymes, voir Țigănești.
Țigănești est une commune du județ de Teleorman en Roumanie.